# INS Tanin (2012)
Pour les autres navires du même nom, voir INS Tanin.
L'INS Tanin est un sous-marin israélien de classe Dolphin 2. Le nom signifie « crocodile » en hébreu moderne, mais peut aussi signifier le monstre marin « tanin ». Le sous-marin a été lancé en février 2012 à Kiel, en Allemagne. Il a été livré à la marine israélienne dans le port israélien de Haïfa plus tard cette année-là, et il est entré en service en 2014.
Les sous-marins de classe Dolphin 2 ont un schéma de peinture original, avec des aériens (périscope etc.) bleu turquoise, un kiosque bleu marine et une coque d'un bleu outremer plus sombre. Les sous-marins précédents de classe Gal étaient entièrement peints en vert. Les tons vert et turquoise se sont avérés un camouflage extrêmement efficace en mer Méditerranée.